# Šúzó Awadži
Šúzó Awadži (japonsky: 淡路修三, Awadži Šúzó, narozen 13. srpna 1949) je profesionálním hráčem go.

## Biografie
Šúzó Awadži se stal profesionálním hráčem v devatenácti letech. 9. dan dostal v roce 1984 po turnaji Honinbo. Navzdory tomu, že se zúčastnil všech velkých japonských turnajů (Kisei, Meidžin, Honinbo, Džudan, Tengen, Oza a Gosei), nikdy ani jeden nevyhrál.

## Tituly
Vyhrál:
- Šin-Ei - 1978, 1980

Skončil ve finále:
- Meidžin - 1989
- Honinbó - 1984
- Tengen - 1983
- Gosei - 1983